# Tanytarsus rieki
Tanytarsus rieki är en tvåvingeart som beskrevs av C. John M. Glover 1973. Tanytarsus rieki ingår i släktet Tanytarsus och familjen fjädermyggor. Inga underarter finns listade i Catalogue of Life.